# 朴南基
朴南基（韓語：박남기，1934年2月21日—2010年3月12日），黄海南道海州市人、原朝鲜劳动党计划财政部部长。

## 生平
他毕业于金策工业综合大学、列宁格勒工业大学，曾担任劳动党第二经济事业部部长、国家计划委员会委员长、劳动党重工业部部长、最高人民会议预算审议委员会委员长、国家计划委员会主席等职，2005年开始担任劳动党计划财政部部长。
2009年朝鲜货币改革失败导致经济瘫痪后，他因主导货币改革而被免职。2010年3月18日，韩联社引述多名在朝鲜的消息人士指稱，他已经在平壤顺安区域被强加了“作为大地主的儿子，潜入革命队伍，蓄意置国家经济于死地”的罪名而以叛國罪被枪决。朴南基被处决后，朝鮮當局從电影和照片中抹去了有關朴南基的鏡頭。據《彭博社》及《衛報》报道，大部分朝鲜民众都认为他是朝鲜领导人的替罪羔羊。
2013年，朝鲜高层领导人张成泽被处决，其判决书中说“张成泽又是2009年在背后操纵千古逆贼朴南基，滥发数千亿圆朝币，造成严重的经济混乱，扰乱民心的元凶。”

## 外部連結
1. 传言朴南基被朝鲜枪毙，个人影像也从纪录片中删除 （页面存档备份，存于）
2. 朝鲜朴南基，3月12日在平壤公开枪决 （页面存档备份，存于）